# ЦУМ (Пермь)
ЦУМ (Центральный универмаг «Пермь») — здание универсального магазина, построенного в 1965 по доработанному типовому проекту архитекторами Л. Г. Ивановым и Ф. Б. Вишевым.

## История
Здание ЦУМа построено в рамках масштабной застройки ул. Ленина и Комсомольского проспекта. Началось строительство в 1961 году, планировалось закончить в 1964, но из-за нарушения технологий, стройка продолжилась до 1965 года.
Универсальный магазин открылся 29 декабря 1965 года, став крупнейшим на то время предприятием торговли на Урале. Торговая площадь магазина превышала 4000 м², покупателей обслуживало 250 человек, в основном, молодежь, из которых сто человек было подготовлено на специальных курсах.
Покупателям, кроме продуктов, здесь предлагали одежду и обувь, ткани, посуду, электро-, радио- и фототовары. В здании работала ещё и сберкасса, почта и стол справок".
В декабре 2010 года в рамках общей кампании по привлечению туристов и так называемой «Пермской культурной революции», ЦУМ освежил фасад здания — на окнах появились огромные наклейки с изображением ещё одной визитной карточки Перми — набор орнаментов Пермского звериного стиля (дизайн — Иван Моисеенко).
27 декабря 2011 — открытие в здании ЦУМа первого в Перми «Макдональдса».
Февраль 2015 — заменена оригинальная вывеска «Пермь» (с характерным для 60-70-х «рукописным» стилем), на «современную» «ЦУМ».

## Здания, родственные по проекту
- Универмаг «Детский мир» (Казань)
- Центральный универсальный магазин «Самара» (1967)